# Parker, Pennsylvania
Parker är en ort i Armstrong County i Pennsylvania. Vid 2010 års folkräkning hade Parker 840 invånare.